# 苄基三甲基氢氧化铵
苄基三甲基氢氧化铵又称Triton B，是一种季铵碱。它常以水溶液或甲醇溶液的形式存在，颜色为无色至浅黄色。由于水解产生三甲胺，市售品会有特征的鱼腥味。

## 应用
苄基三甲基氢氧化铵可以用作相转移催化剂。
它可用于羟醛缩合反应和碱催化失水反应。它也可在Horner–Wadsworth–Emmons反应的Ando's Z-selective变体用作碱。